# Parafia Podwyższenia Krzyża Świętego w Starym Jarosławiu
Parafia pw. Podwyższenia Krzyża Świętego w Starym Jarosławiu – parafia należąca do dekanatu Darłowo, diecezji koszalińsko-kołobrzeskiej, metropolii szczecińsko-kamieńskiej. Została utworzona 15 stycznia 1974 roku. Siedziba parafii mieści się pod numerem 26.

## Miejsca święte

### Kościół parafialny
Kościół pw. Podwyższenia Krzyża Świętego w Starym Jarosławiu
Kościół parafialny został zbudowany w XIV wieku w stylu gotyckim, poświęcony w 1946.

### Kościoły filialne i kaplice
- Kościół pw. Najświętszego Serca Pana Jezusa w Kowalewicach

- Kościół pw. Matki Bożej Ostrobramskiej w Krupach